# Németh Erzsébet (kézilabdázó)
Németh Erzsébet (Csajbók Sándorné; Magyarkeresztúr, 1953. február 10. –) olimpiai bronzérmes kézilabdázó.

## Pályafutása
Németh Erzsébet 1953. február 10-én született Magyarkeresztúron. 1973 és 1986 között a magyar válogatottban 230 mérkőzésen lépett pályára, amellyel egy világbajnoki ezüst- (1982), két világbajnoki bronz- (1975, 1978) és egy olimpiai (1976) bronzérmet szerzett. 1978-ban KEK-győztes volt az FTC-vel.